# Zahedan
Zahedan este un oraș din Iran.